# Брайт, Тора
Тора Джейн Брайт (англ. Torah Jane Bright; род. 27 декабря 1986 года, Кума, Новый Южный Уэльс) — австралийская сноубордистка, выступавшая в хафпайпе, слоупстайле, сноуборд-кроссе.
- Олимпийская чемпионка 2010 года в хафпайпе;
- Серебряный призёр Олимпийских игр 2014 года в хафпайпе;
- Двукратная победительница X-Games в суперпайпе (2007 и 2009);
- Бронзовый призёр чемпионата мира 2013 года в слоупстайле.

## Биография
Родилась в многодетной семье, Тора является четвёртой из пяти братьев и сестёр, Петра и Марион Брайт в городе Кума, Новый Южный Уэльс рядом с горной грядой Сноуи. Родители назвали её Тора, так как слово означает «носительница великого послания» и в дополнение ссылаются на Пятикнижие. Изначально занималась горными лыжами, однако позже сосредоточила усилия на занятиях сноубордом.  Старшая сестра Торы Ровена Брайт соревновались на зимних Олимпийских играх 2002 года в Солт-Лейк-Сити. Тора также была тренером своего брата Бена. Семья Брайт являются членами Церкви Иисуса Христа Святых последних дней. 

«Для меня это просто образ жизни - не пить, не курить, пить чай или кофе, или не заниматься сексом до брака, я никогда не пила или курила, но я могу пойти танцевать, приехать домой под утро и поздно лечь спать». — сказала в одном из своих интервью Тора Брайт.

### Зимние Олимпийские игры 2006
В 19-летнем возрасте в составе сборной Австралии приняла участие в зимних Олимпийских играх 2006 года в Турине, заняв итоговое пятое место. В квалификации Тора заняла 7 место, набрав в первой попытке 32.0 балла, а во второй 43.1 балла. В финале в первой попытке Тора набрала только 17.0 баллов и занимала только 10 место, а после второй попытки ей удалось подняться на 5 место, набрав 41.0 балла, проиграв бронзовому призёру Кьерсти Буас из Норвегии 1 балл, а победительнице Ханне Тетер из США 5,4 балла.

### X-Games
В 2007 и 2009 годах становилась лучшей на соревнованиях в суперпайпе в рамках X Games, а в 2006 и 2008 годах занимала второе место.

### Зимние Олимпийские игры 2010

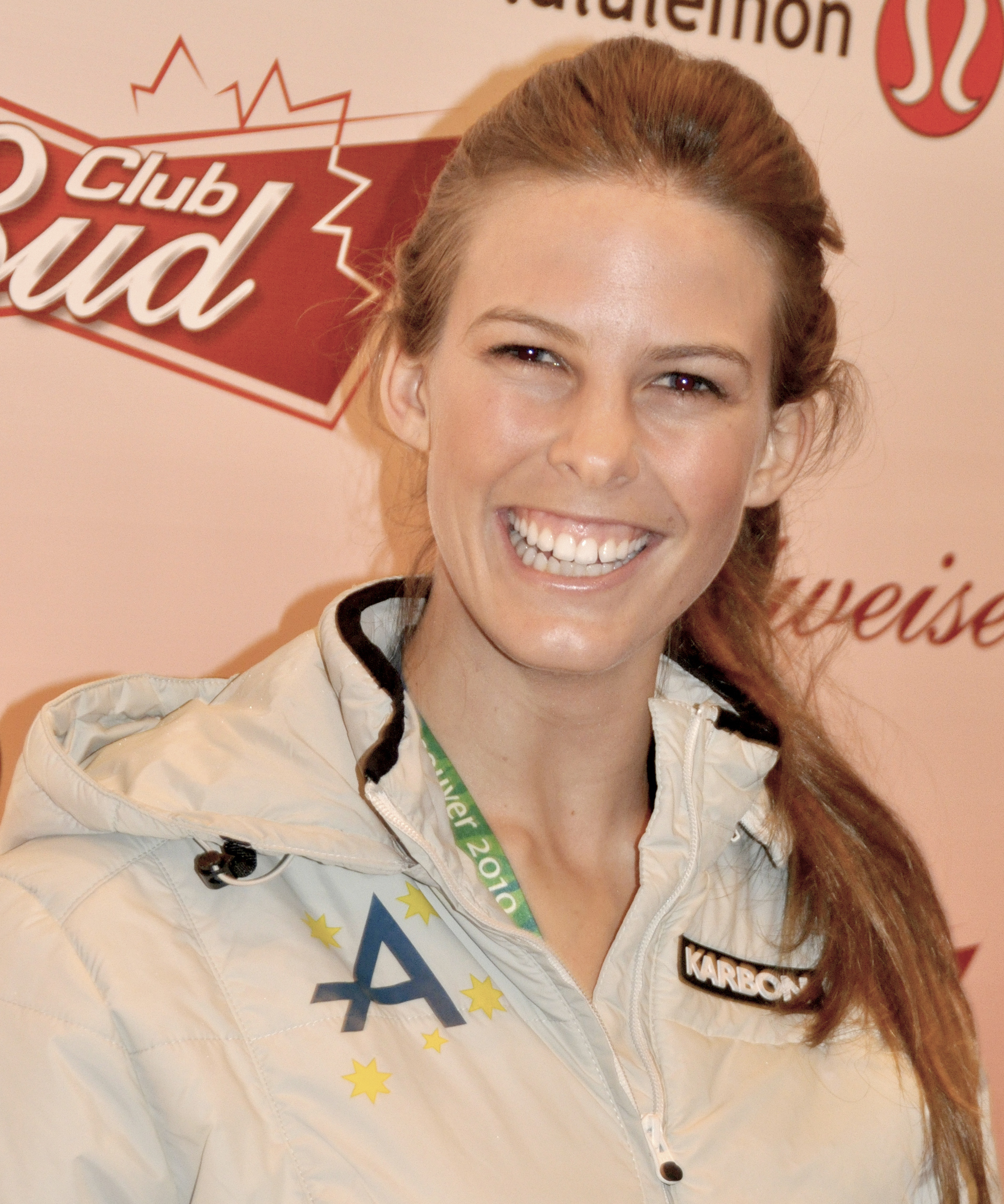
Тора Брайт на Олимпийских играх в Ванкувере

В 2010 году являлась знаменосцем Олимпийской сборной Австралии на  церемонии открытия Олимпийских играх в Ванкувере. В квалификации хафпайпа в первой попытке набрала 41.3 балла, а второй  45.8 балла и с первого места квалифицировалась в финал. В финале, в первой попытке упала после совершении трюка и набрала 5,9 балла, а второй безукоризненно исполнив программу набрала 45,0 баллов и со значительным отрывом, в 3 балла, обошла двух американских сноубордисток Ханну Тетер и Келли Кларк, и стала четвёртой в истории Австралии зимней олимпийской чемпионкой.

### Зимние Олимпийские игры 2014
В 2014 году Тора Брайт добилась редкого достижения, она сумела квалифицироваться на Олимпийские игры в Сочи во всех трёх акробатических дисциплинах сноуборда — хафпайпе, сноуборд-кроссе и слоупстайле. Брайт заняла второе место в хафпайпе, уступив в финале всего 0,25 балла американке Кейтлин Фаррингтон. В сноуборд-кроссе Тора выбыла на стадии четвертьфинала. В слоупстайле Брайт заняла седьмое место в финале.

## Личная жизнь
Брайт вышла замуж за американского сноубордиста Джейка Уэлча (англ. Jake Welch) в июне 2010 года, бракосочетание прошло в Солт-Лейк-Сити. Пара развелась в 2013 году. В сентябре 2015 года Брайт вышла замуж за сноубордиста и бизнесмена Ангуса Томсона (англ. Angus Thomson), свадьба прошла в родном городе Брайт Куме.

## Призовые места на этапах Кубка мира (8)
| #  | Дата           | Место       | Вид     |
| -- | -------------- | ----------- | ------- |
| 1. | 12 марта 2004  | Бардонеккия | Хафпайп |
| 2. | 5 ноября 2009  | Зас Фе      | Хафпайп |
| 3. | 12 января 2013 | Купер       | Хафпайп |

| #  | Дата            | Место   | Вид     | Победитель         |
| -- | --------------- | ------- | ------- | ------------------ |
| 1. | 13 декабря 2003 | Уистлер | Хафпайп | Мануэла Песко      |
| 2. | 28 февраля 2004 | Нижата  | Хафпайп | Линдси Джекобеллис |

| #  | Дата            | Место       | Вид     | Победитель      |
| -- | --------------- | ----------- | ------- | --------------- |
| 1. | 22 февраля 2004 | Саппоро     | Хафпайп | Ханна Тетер     |
| 2. | 10 февраля 2005 | Бардонеккия | Хафпайп | Гретхен Блейлер |
| 3. | 11 февраля 2005 | Бардонеккия | Хафпайп | Келли Кларк     |